# Teresa i Tim
Teresa i Tim (en basc Teresa eta Galtzagorri) és una pel·lícula d'animació espanyola en basc dirigida per Agurtzane Intxaurraga, basada en narracions infantils escrites per la directora, i produïda por Dibulitoon. Compta amb la participació d'ETB, i ajudes a la producció per part de la Diputació Foral de Guipúscoa, Govern Basc i Ministeri de Cultura d'Espanya. Amb un clar missatge sobre el valor de l'amistat, la pel·lícula ha estat qualificada pel Ministeri d'Educació com especialment recomanada per a la infància. Ha estat doblada al català.

## Sinopsi
Teresa és una nena alegre i inquieta que sent gelosia del seu germà que creu que la seva mare no li fa cas per la seva culpa. Un dia coneix a Tim, un iratxo, que s'ha separat dels seus mentre creaven la primavera. Junts viuran un munt d'aventures evitant que el firaire i el seu ajudant l'atrapin per a exhibir-lo per diners.

## Nominacions
Fou nominada al Goya a la millor pel·lícula d'animació el 2017. A les Medalles del Cercle d'Escriptors Cinematogràfics de 2016 fou nominada a la millor pel·lícula d'animació. També fou nominat als Premis Platino a la millor pel·lícula d'animació. Fou molt ben acollida als Festival de Cinema Fantàstic de Sant Sebastià, Festival de Cinema de Sevilla i al Festival Actual de Logronyo.